# Michael Korvac
Michael Korvac (a menudo llamado Korvac o El enemigo) es un personaje ficticio de Marvel Comics creado por Steve Gerber y Jim Starlin y aparecido por primera vez en Giant-Size Defenders #3 (enero de 1975).

## Historia de la publicación
Korvac apareció por primera vez en Giant-Size Defenders # 3 (1975), y de acuerdo con el creador Gerber: "El personaje era realmente desechable, creado para una historia de una sola aparición, y nunca tuve la intención de traerlo de vuelta, porque entre otras cosas, odiaba el nombre, sigo pensando que suena más como una aspiradora que un villano.
Sin embargo, Roger Stern y Len Wein sintieron que Korvac, originario del siglo 31, se convirtió en un adversario natural para los Guardianes de la Galaxia, y escribió una historia en Thor Annual # 6 (1977) que tenía la intención de instalarlo en ese papel. La serie de los Guardianes de la Galaxia, Marvel Presents, fue cancelada antes de que se publicara Thor Annual # 6, cortando los planes de Stern para usar Korvac allí. Korvac en cambio apareció en Avengers # 167, 168, 170 - 177 (enero - noviembre de 1978), más tarde llamada la "Saga Korvac". Los once números fueron escritos por Jim Shooter y David Michelinie, con arte de George Pérez y David Wenzel.
Una edición comercial en rústica reimprimió la saga Korvac en 1991 e incluyó un nuevo epílogo escrito por Mark Gruenwald y dibujado por Tom Morgan. Aunque la conclusión revisada arroja a Korvac como un villano, fue eliminada por el editor Tom Brevoort cuando se reimprimió como Avengers Legends Volume 2: The Korvac Saga en 2003.
Korvac reapareció brevemente en Avengers Annual # 16 (1987). Es una referencia importante en una historia de crossover anual de verano de 1991: Fantastic Four Annual # 24 (1991); Thor Annual # 16 (1991); Silver Surfer Annual # 4 (1991) y Guardians of the Galaxy Annual # 1 (1991). El personaje volvió en Capitán América vol. 3, # 17-19 (mayo-julio de 1999).
Korvac también apareció en ambos volúmenes del título del universo alternativo What If?, en los números # 32 (abril de 1982) y vol. 2, número 36 (abril de 1992). Korvac regresó al universo 616 en Avengers Academy # 11 (marzo de 2011).
Para vincularse con la película Capitán América: el primer vengador, en diciembre de 2010 se publicó un recuento para todas las edades de la saga Korvac, que terminó en marzo de 2011 y se tituló Captain America: The Korvac Saga. La historia se condensó y se centró principalmente en que el Capitán América viajara hacia el futuro en busca de Korvac con la ayuda de Nikki y Firelord.

## Biografía

### Primeras hazañas
Michael Korvac es un técnico en computación en el universo paralelo Tierra-691. Cuando el Sistema Solar y sus colonias son conquistados por los aliens llamados la Hermandad de Badoon en el año 3007 d. C., Korvac se convierte en un colaborador y un traidor a la raza humana. Atrapado dormido durante el trabajo, los Badoon como castigo le insertan a Korvac en la parte superior de su cuerpo una máquina, lo que lo convirtió en un ciborg.
Korvac se transporta a través del tiempo por los Ancianos del Universo, que lo utilizan como un peón en la lucha contra el héroe Doctor Strange y los Defensores.
Finalmente se reveló que Korvac a propósito perdió la lucha con el fin de analizar el poder cósmico del Gran Maestro. Ganando varias nuevas capacidades de este análisis, luego mata a sus amos Badoon. Korvac recluta a un grupo de extraterrestres llamados los "secuaces de amenazas" e intenta provocar una explosión al Sol de la Tierra, pero es derrotado por los Guardianes de la Galaxia y termina viajando en el tiempo el Dios del Trueno Thor.

### La Saga de Korvac
Korvac huye a través del tiempo y el espacio a la Tierra-616. Al llegar, descubre la estación espacial de Galactus, al intentar descargar la información de Galactus de la estación en su propio sistema, termina absorbiendo el poder cósmico y se hace semejante a Dios. Korvac luego se transforma en una forma humanoide perfecto, y se hace pasar por un humano llamado "Michael", viaja a la Tierra con la intención de crear una utopía. Korvac, sin embargo, es perseguido por los Guardianes de la Galaxia, que unen fuerzas con los Vengadores en un intento de detener al villano.
El Guardián Halcón Estelar encuentra a Korvac y pelea contra él. Korvac, sin embargo, desintegra a Halcón Estelar y luego lo recronstruye, pero le quita la capacidad de percibirlo con el fin de evitar su detección. El Anciano del Universo conocido como el coleccionista prevé la llegada de dos seres que serían capaces de desafiar a los Ancianos (Korvac y el Eterno), y rehace a su propia hija Carina en un ser de increíble poder para usarla como un arma contra ellos. Aunque Carina derrota a Korvac, los dos se enamoran. El coleccionista es derrotado por los Vengadores después de un fallido intento de "reunir" y proteger a los héroes de Korvac.
Iron Man finalmente rastrea a Korvac en un barrio residencial de Forest Hills Gardens en Queens, Nueva York. Todos los Vengadores listos, con la ayuda de la heroína Ms. Marvel y los Guardianes de la Galaxia, se enfrentan a Korvac y Carina, que se hacen pasar por una pareja de clase media. El engaño de Korvac es revelado cuando Halcón Estelar afirma que no ve el hombre llamado "Michael". Al darse cuenta de que ha sido descubierto, y que entidades cósmicas como Odin y el Vigilante son conscientes de su existencia, Korvac se ve obligado a pelear.
Korvac mata a una oleada tras otra de héroes, y finalmente es atrapado con la guardia baja y debilitada por el Capitán América y Hombre Maravilla. Aunque capaz de matar a los héroes, Korvac se debilitó aún más por los esfuerzos combinados de Halcón Estelar, Iron Man, la Visión y Thor. Sintiendo que Carina ahora lo pone en duda, Korvac se suicida mediante un acto de voluntad. Carina enfurecida ataca a los héroes que sobreviven, y es finalmente asesinada por Thor. La batalla es vista por Dragón Lunar, quien se da cuenta de que Korvac sólo quería ayudar a la humanidad.

### En busca de Korvac
Se revela que Korvac se había deshecho de su poder cuando estaba cerca de morir después de detectar que Galactus había activado su arma el Nulificador Supremo en venganza por su intrusión anterior. En un acto suicida Korvac de voluntad conserva su poder y su conciencia, y es enviado a través del tiempo para conocer varios antepasados suyos. Halcón Estelar se da cuenta de esto, y los Guardianes de la Galaxia persiguen a Korvac a través del tiempo. Al final terminan en el año 2977 AD y se encuentran con el padre de Michael, Jordan, que es asesinado en la batalla con los Guardianes. La viuda de Jordan, Myra, se compromete a enseñar al su hijo Michael que los Guardianes fueron responsables de la muerte de su padre en el día de su nacimiento.

### Apariciones posteriores
Korvac es resucitado brevemente en forma humana por el Gran Maestro para luchar contra Silver Surfer. Cuando el intento de Korvac de usar al Capitán América en un esquema para robar el poder de un Cubo Cósmico de Red Skull finalmente fracasó, Red Skull usó su poder de Cubo interno para dispersar a Korvac a través de seis dimensiones.
En la Academia de los Vengadores, la esposa de Korvac, Carina, fue resucitada erróneamente por Veil (creyendo que está ayudando a resucitar a la Avispa). Korvac regresa por ella y Hank Pym ofrece regresar a Carina a Korvac, pero ella se niega a ir con él. Ella eligió la no existencia por encima de él (aunque aparentemente es inmortal, como lo es su padre). Comienza una batalla que enfrenta a Korvac contra todos los equipos vengadores actuales. Él es debilitado por ellos y luego es atacado por versiones adultas de los estudiantes de la Academia. Después de una batalla brutal, Veil se introduce en su cuerpo, lo que paraliza temporalmente a Korvac, y Hazmat luego aniquila completamente a Korvac con una explosión de antimateria proyectada.

## Poderes y habilidades
Korvac originalmente era un hombre normal hasta que los Badoon le amputaron la mitad inferior de su cuerpo, y le injertaron en su parte superior del cuerpo y el sistema nervioso una especie de módulo informático especializado capaz de desviar la energía desde prácticamente cualquier fuente. Como módulo mecánico Korvac también podría aprovechar y sintetizar cualquier forma de energía y armamento avanzado oculta.
Después de descargar la información de la nave de Galactus y la adquisición del poder cósmico, Korvac es capaz de la proyección de energía, alteración de materia; teletransportación, proyectarse astralmente y la manipulación del tiempo y del espacio. En su forma humana perfecta, Korvac conserva todas sus capacidades cósmicas y podría utilizarlos para alcanzar virtualmente cualquier efecto.
Michael Korvac es también un brillante científico de la computación, un maestro de la estrategia y formidable combatiente mano a mano.

## En otros medios

### Televisión
- Korvac aparece en el episodio de la serie animada Los Vengadores: Los Héroes más poderosos del planeta, con la voz de Troy Baker.[14] Esta versión es un humano moderno que ganó poderes del Kree después de que fue secuestrado y experimentado por ellos. Su única aparición es en el episodio "Michael Korvac", se estrella contra la Tierra, creando un cráter en el Central Park. Dos policías lo encuentran y lo llevan a la Mansión de los Vengadores, con la esperanza de que los Vengadores puedan ayudarlo. Cuando Avispa tiende la puerta, Korvac la confunde con su querida Corrina. Él le explica a Avispa que fue secuestrado por extraterrestres, pero escapó de su nave. Avispa rastrea a Corrina y la lleva a la mansión, donde le informa a Korvac que se fue hace dos años. Cuando los Guardianes de la Galaxia se presentan en la mansión para capturar a Korvac, los Vengadores (compuesto por Iron Man, Hulk, Hawkeye, Avispa, Pantera Negra y Ms. Marvel) atacan a los Guardianes para protegerlo. Sin embargo, durante la batalla, Star-Lord explica la verdad sobre Korvac a Hawkeye. Cuando tratan de explicar al resto de los Vengadores, un enfurecido Korvac ataca y derrota tanto a los Guardianes como a los Vengadores. Después de ayudar a los Vengadores a escapar, los Guardianes explican que los experimentos del Kree volvieron loco a Korvac, y que lo buscan por matar a miles de seres sintientes en todo el universo. Poco tiempo después, los Vengadores y los Guardianes se unen contra Korvac nuevamente para ser derrotados por segunda vez. Corrina intenta razonar con él, y le revela que está aterrorizada de lo que se ha convertido. Al darse cuenta de que Corrina piensa en él como un "monstruo", Korvac deja la Tierra. Al final del episodio, él está flotando en las partes más profundas del espacio expresando visiblemente el arrepentimiento de sus acciones pasadas por toda la eternidad.
- Korvac aparece en la segunda temporada de Ultimate Spider-Man, episodio 17: "Guardianes de la Galaxia", con la voz de James Marsters. Esta versión es un caudillo intergaláctico y el líder de los Chitauri. Al tomar nota de las poderosas figuras del planeta Tierra, incluidos los Vengadores, los Cuatro Fantásticos y el Doctor Strange, Korvac se propuso destruir el planeta antes de que esos héroes tuvieran la oportunidad de detenerlo. Los Guardianes de la Galaxia, con la ayuda de Nova y Spider-Man, pudieron detener su plan diabólico, destruir su nave insignia y, presumiblemente, matar a Korvac en el proceso.
- Korvac aparece en la segunda temporada de Guardianes de la Galaxia, episodio, "Hijo Desafortunado", con la voz de Wil Wheaton.[15] Esta versión es un científico alienígena con forma humana que estaba enamorado de la I.A Rora hasta que se actualizó a Android a un sistema de inteligencia artificial en su estación espacial desde que Rora fue robada por J'son. Korvac confunde a Star-Lord con J'son, y toma como rehenes a sus compañeros de equipo, convirtiéndolos secretamente en sus drones sin cerebro. Cuando Star-Lord, J'son y Rora llegan, Korvac ha transformado a J'son en uno de sus drones. Star-Lord lleva a los Guardianes y J'son al Milano, mientras que Rora hace que la estación espacial explote, aparentemente matando a Korvac.

### Videojuegos
- Korvac aparece como un personaje jugable en Lego Marvel Vengadores (2015).
- Korvac aparece en LEGO Marvel Super Heroes 2 (2017).[16] Cuando Iron Man, Spider-Man y Star-Lord enfrentan un holograma de Kang el Conquistador en el puente de Damocles, Kang desactiva Damocles para colgarlo y deja a los tres superhéroes como regalo de despedida en la forma de Korvac. Iron Man, Spider-Man y Star-Lord derrotan a Korvac, que desaparece tras su derrota y escapa de Damocles antes de que pueda estrellarse contra el suelo.